# Antonina Wassiljewna Sabaschnikowa
Antonina Wassiljewna Sabaschnikowa (russisch Антонина Васильевна Сабашникова; * 1861 in Kjachta, Transbaikalien; † 11. Juli 1945 in Toulouse-Saint-Martin-du-Touch) war eine russische Pianistin und Publizistin.

## Leben
Antoninas Vater war der Kaufmann Wassili Nikititsch Sabaschnikow, der mit dem Import von Tee mit Karawanen aus China und dem Verkauf auf der Nischni Nowgoroder Messe und der Irbiter Messe reich wurde. Nach dem Bau des Sueskanals lohnte der Import mit Karawanen nicht mehr, so dass er sich nun ebenso erfolgreich der Goldförderung in Sibirien widmete. Antoninas Mutter Serafima Sawwatjewna geb. Skornjakowa war 19 Jahre jünger als ihr Mann. In ihrer Jugend studierte sie Musik und war eine hochgebildete Frau. Ende der 1860er Jahre ließ sich die Familie mit ihren fünf Kindern in Moskau nieder. Nach dem frühen Tod der Mutter 1876 und des Vaters 1879 übernahm die älteste Schwester Jekaterina die Erziehung, die später A. I. Baranowski heiratete.
Antonina studierte am Moskauer Konservatorium bei Karl Klindworth. Sie wurde eine herausragende Pianistin, deren Spiel Nikolai Rubinstein sehr schätzte. Ihr widmete Konstantin Balmont 1913 das Gedicht Musyka, wie Margarita Woloschina geb. Sabaschnikowa in ihren Memoiren erwähnte.
1885 gründete Antonina den Sewerny Westnik als Zeitschrift für Literatur, Politik und Gesellschaft, die Anna Jewreinowa fünf Jahre lang herausgab und redigierte. Die Zeitschrift wurde viel gelesen insbesondere nach der Mitarbeit einer Gruppe der Narodniki unter der Führung N. K. Michailowskis. Als dieser zum Russkoje Bogatstwo wechselte, sank die Zahl der Abonnenten. Schließlich musste Antonina 1890 die Zeitschrift infolge der verschärften Zensurbedingungen und der finanziellen Probleme verkaufen.
Antonina heiratete Anna Jewreinowas Neffen Alexei Wladimirowitsch Jewreinow, Jurist, Gutsherr und Adelsführer im Gouvernement Kursk und Bezirk Sudscha. Die Familie ließ sich auf Jewreinows Landsitz Borschtschen bei Sudscha nieder. Dort organisierte Antonina eine Korbmacherei-Werkstatt und beteiligte sich an den Ausstellungen der Handwerker. Bald zeigten sich bei ihr Anfälle eines starken Nervenleidens, an denen sie bis an ihr Lebensende litt. 1903 starb ihr Mann, mit dem sie vier Kinder hatte.
Nach Erstem Weltkrieg, Februarrevolution 1917, Oktoberrevolution und Russischem Bürgerkrieg emigrierte Antonina 1922 mit Genehmigung der sowjetischen Regierung nach Prag, wo sie sich ihr Leben mit privaten Musikstunden verdiente. 1928 zog sie zu ihrer einzigen Tochter Nina nach Sofia. 1930 siedelten sie nach Paris über. Nach dem Tod ihrer Tochter 1930 zog sie zu ihrem Sohn Wladimir nach Saint-Martin-du-Touch, heute ein Vorort von Toulouse.
Antonina hatte drei jüngere Brüder. Fjodor wurde als Historiker durch die Edition der Werke Leonardo da Vincis bekannt, wofür er Ehrenbürger Vincis wurde. Michail und Sergei gründeten den Verlag M. und S. Sabaschnikow, der Anfang des 20. Jahrhunderts sehr bekannt war.